# Kevin Kilbane
Kevin Daniel Kilbane (* 1. Februar 1977 in Preston) ist ein ehemaliger irischer Fußballspieler. Als gelernter linker Flügelspieler, der auch auf der Abwehrseite, im zentral-defensiven Mittelfeld oder im Verteidigungszentrum eingesetzt werden konnte, absolvierte er 110 Länderspiele für die irische Nationalmannschaft und nahm an der WM-Endrunde 2002 in Japan und Südkorea teil. Dazu war er im englischen Fußball für zahlreiche Vereine aktiv, wozu Preston North End, West Bromwich Albion, der AFC Sunderland, der FC Everton, Wigan Athletic und Hull City zählten.

## Sportlicher Werdegang

### Vereinskarriere

#### Preston North End (bis 1997)
Kevin Kilbane begann seine Karriere in der Jugend seines Heimatvereins Preston North End. Nach der Beförderung in die Profimannschaft im Juli 1995 sammelte er dort in der Saison 1995/96 erste Erfahrungen. Zum Gewinn der Viertligameisterschaft trug er elf Ligaeinsätze bei, wobei er nach dem Debüt am 14. Oktober 1995 per Einwechslung gegen Torquay United (4:0) seinen Einstand in der Startelf am 30. Januar 1996 gegen den FC Darlington (2:1) gab – vier Tage danach gelang ihm beim 1:0-Erfolg gegen Wigan Athletic der erste Treffer. Insgesamt zeigte er besondere Stärken in direkten Laufduellen und bei Flanken, womit er als linker Flügelspieler dicht gestaffelten gegnerischen Defensivreihen Probleme bereitete.
Gekoppelt mit Leistenproblemen verlor er in seinem zweiten Jahr ein wenig seine Form, was jedoch den Zweitligisten West Bromwich Albion nicht von einem Transferangebot abhielt. Wurde dabei die anfängliche Offerte in Höhe von 900,00 Pfund noch Preston abgelehnt, wechselte er Anfang Juni 1997 für eine Million Pfund dann doch zu den „Baggies“, die damit ihren Ablösesummenrekord von 1979 für Peter Barnes übertrafen.

#### West Bromwich Albion (1997–1999)
Er schoss für den neuen Verein das erste Pflichtspieltor der Saison 1997/98. Mit seiner agilen Spielweise wurde er schnell zu einem Publikumsliebling und kurz nach seiner Ankunft zum irischen A-Nationalspieler. Zwar ließen die Darbietungen häufig noch Konstanz vermissen, aber mit seinem Einsatzwillen wusste er im heimischen Anhang ebenso zu gefallen, wie durch Tore in der Saison 1998/99 gegen die Bolton Wanderers (später vereinsintern als „Tor der Saison“ ausgezeichnet) und zum 2:0-Derbysieg gegen die Wolverhampton Wanderers.
In der Hinrunde der Saison 1999/2000 zählte er zu den besten Akteuren seines Teams. Dabei schoss er einige wichtige Tore, womit er sich nachhaltig für die höchste englische Spielklasse empfahl. Letztlich nutzte Peter Reid als Trainer des AFC Sunderland im Dezember 1999 die Gelegenheit in der Wintertransferperiode und hinter der Verpflichtung für 2,5 Millionen Pfund stand, dass Kilbane in Sunderland den bei Reid in Ungnade gefallenen Allan Johnston ersetzen sollte.

#### AFC Sunderland (1999–2003)
Auf Anhieb hinterließ Kilbane in Sunderland einen guten Eindruck und nach seiner Einwechslung im ersten Spiel gegen den FC Southampton narrte er nicht nur wiederholt seinen direkten Gegenspieler, sondern sorgte auch für die Vorlage, die Kevin Phillips, zum entscheidenden 1:0 nutzte. Dies war der jedoch der letzte Sieg bis März 2000 und in den insgesamt 17 sieglosen Partien war auch Kilbane Gegenstand von Kritik. Neben dem neuen Vereinsumfeld akklimatisierte er sich trotz hohen Einsatzwillens nur sehr schwer in der für ihn neuen Premier League. Zudem war sein Vorgänger Johnston bei den Fans sehr populär gewesen und den Vergleichen hielt Kilbane wenig stand; neben seinem unkonventionell wirkenden Laufstil wirkte er stets ein wenig schwächlich.
Ähnliche Höhen und Tiefen durchlebte Kilbane in der Spielzeit 2000/01. Nach einem sehenswerten Tor gegen Derby County, das er von der ungewohnten rechten Flügelposition aus erzielte, ließ seine Form erneut derart nach, dass er sich längere Zeit auf der Ersatzbank wiederfand, bevor er in der Schlussphase mit drei Toren binnen kurzer Zeit gegen Tottenham Hotspur, den FC Southampton und Charlton Athletic wieder positiv von sich reden machte. Beim Anhang der „Black Cats“ zählte Kilbane jedoch weiter nicht zu den Lieblingen, obwohl sich seine Darbietungen in der Saison 2001/02 durch mehr Konstanz auszeichneten und er mittlerweile durch seine tragende Rolle in der irischen Nationalmannschaft auf dem Weg zur WM 2002 auch international auf sich aufmerksam gemacht hatte.
Die Schmähungen von Seiten der Anhänger des AFC Sunderland setzten sich in der Spielzeit 2002/03 fort. Eingeleitet wurden sie bereits in einem Testspiel in Belgien im Sommer 2002, als eine Gruppe im Publikum Kilbane bei jedem Ballkontakt ausbuht wurde und dieser daraufhin entgegen seiner sonstigen Gewohnheit mit dem Zeigen des Mittelfingers reagierte. Sportlich endete das Jahr ebenso enttäuschend mit dem Abstieg in die Zweitklassigkeit als abgeschlagener Tabellenletzter und Kilbane war auf verschiedenen Positionen eingesetzt worden – gleichsam auf der linken Abwehrseite, im zentralen Mittelfeld oder sogar im Angriffszentrum. Dabei hatte er gegen den FC Everton ein einziges Saisontor geschossen und kurz nach Beginn der anschließenden Saison 2003/04 zog es ihn am 2. September 2003 für die Ablösesumme von 750.000 Pfund genau zu diesem Klub, der von David Moyes trainiert wurde und der wiederum noch in Preston mit Kilbane in einer Mannschaft gespielt hatte.

#### Everton & Wigan (2003–2009)
Angesichts der kritischen Stimmen, die in Sunderland laut geworden waren und die immer wieder Kilbanes „Premier-League-Fähigkeit“ zum Thema gehabt hatten, wurde der Transfer zunächst in Everton skeptisch aufgenommen. Schnell zeigte er sich aber bei den „Toffees“ als eine Bereicherung der linken Seite. Dazu trug er neben Dribblings und Flanken auch vier eigene Tore in dem ersten Jahr bei und war mit seiner Kopfballstärke bei Standardsituationen häufig Unruheherd in gegnerischen Strafräumen. Mit Ausnahme einer Verletzungspause in der Schlussphase der Rückrunde war er auf Anhieb Stammspieler und in den ersten sieben Monaten versäumte er nur eine Premier-League-Partie. In seinem zweiten Jahr etablierte er sich in der Mannschaft und war nach dreizehn Jahren wieder ein Everton-Feldspieler, der in einer gesamten Saison keine Ligapartie verpasste. Am Ende wählten ihn die eigenen Anhänger zum besten Spieler, und formstark zeigte er sich besonders bei den wichtigen Heimsiegen im April 2005 gegen Crystal Palace (4:0) und Manchester United (1:0), die mitentscheidend für das Erreichen der Champions-League-Qualifikation waren. Dort scheiterte er mit seinen Mannen jedoch früh am FC Villarreal, und auch sonst verlief die Saison 2005/06 mit dem Abrutschen in die untere Tabellenhälfte der Premier League durchwachsen, zumal er dabei ohne eigenen Torerfolg blieb. Es folgten nur noch zwei Ligapartien zu Beginn der Spielzeit 2006/07, bevor ihn der Ligakonkurrent Wigan Athletic Ende August 2006 für zwei Millionen Pfund verpflichtete. Er „verabschiedete“ sich vom FC Everton im letzten Spiel bei Tottenham Hotspur (2:0) mit einer gelbroten Karte.
Bereits kurz nach seiner Ankunft feierte Kilbane gegen den Ex-Klub Everton sein Debüt für die „Latics“. In der Folgezeit bestritt er die Mehrzahl der Partien und gegen Tottenham gelang ihm beim 3:3 im April 2007 das einzige Tor in der Saison 2006/07. Nach dem Verkauf von Leighton Baines besetzte Kilbane in der Spielzeit 2007/08 in der Regel die ungewohnte Position des Linksverteidigers. Dabei zeigte er sich in den Defensivleistungen beständig und sorgte mit gelegentlichen Offensivvorstößen für Gefahr. Dazu kam ein sehenswerter Kopfballtreffer zum 1:0-Sieg gegen West Ham United. In seinem dritten Jahr für Wigan Athletic kam Kilbane nur noch selten zum Zug, und nach gerade einmal drei Auftritten in der Startelf als linker Mittelfeldspieler wurde ihm vor dem Hintergrund des auslaufenden Vertrags im Januar 2009 ein Wechsel zum Erstligaaufsteiger Hull City für 500.000 Pfund gestattet.

#### Karriereausklang (2009–2012)
In Hull traf er auf seine ehemaligen Wigan-Mitspieler Caleb Folan und Marlon King und aufgrund seiner vielseitigen Einsetzbarkeit spielte er gleichsam auf der linken Seite in der Abwehr und im Mittelfeld sowie in den letzten beiden Spielen aushilfsweise in der Innenverteidigung. Seine Stellung im Team war schnell sehr vorgehoben und im Auswärtsspiel gegen den FC Fulham diente er im Oktober 2009 der Mannschaft erstmals als Kapitän. Beim 1:4 gegen den FC Burnley schoss er sein erstes Tor für die „Tigers“, aber trotz seiner allgemein guten Form konnte auch er den Abstieg in die Zweitklassigkeit nicht vermeiden. Dort kam er noch bis kurz vor Ende des Jahres 2010 stetig zum Einsatz, bevor er im Januar 2011 für die verbleibenden Saisonspiele an den Drittligisten Huddersfield Town ausgeliehen wurde. Bei den „Terriers“ ersetzte er im Mittelfeldzentrum Damien Johnson und gemeinsam mit seinem neuen Team erreichte er das Play-off-Finale, das jedoch mit 0:3 gegen Peterborough United verloren ging. Unmittelbar nach seiner Rückkehr nach Hull folgte im August 2011 eine weitere viermonatige Leihperiode beim Zweitligisten Derby County. Bis zum Ende seiner Vertragslaufzeit im Sommer 2012 kam er für Hull City jedoch nicht mehr als aktiver Spieler zum Einsatz, was auch daran lag, dass er sich im Dezember 2011 einer Rückenoperation unterzogen hatte und erst zum Saisonabschluss wieder genesen war. Parallel dazu begann er ab Februar 2012 als Trainer im Jugendbereich der „Tigers“; dazu betreute er die letzten acht Saisonpartien der Reservemannschaft. Als jedoch Cheftrainer Nick Barmby den Verein verlassen musste, wurde auch Kilbanes weiterer Verbleib in Frage gestellt, zumal dieser in Aussicht gestellt hatte, seine eigene Laufbahn noch nicht unbedingt beenden zu wollen.
So unterschrieb er zu Beginn der Saison 2012/13 einen neuen Einjahresvertrag beim Drittligisten Coventry City. Dort übernahm sofort das Kapitänsamt, aber nach nur zwölf Pflichtspieleinsätzen verkündete er bereits Anfang Dezember 2012 seinen Rücktritt vom aktiven Profisport.

### Irische Nationalmannschaft

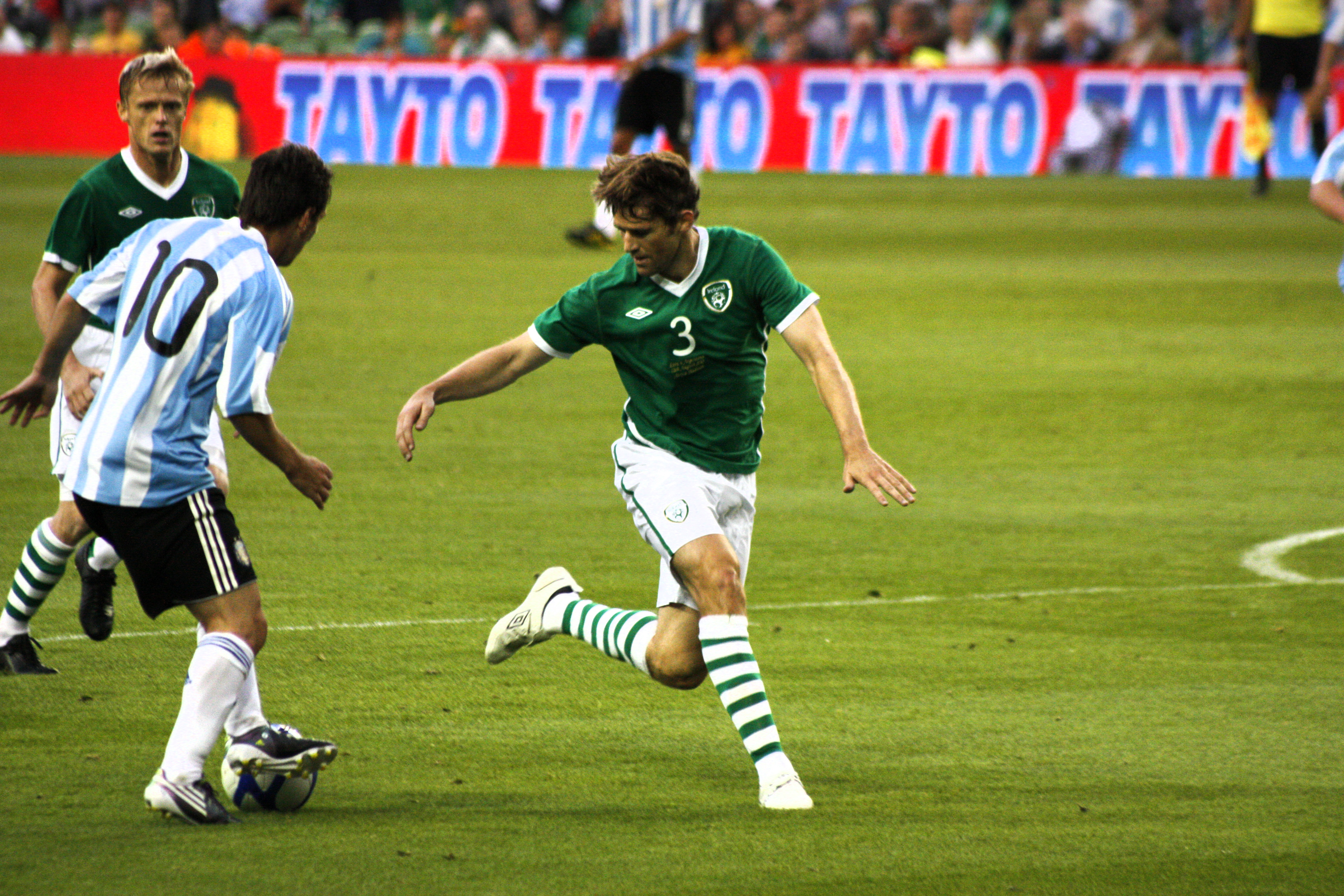
Kilbane (rechts) im Duell mit Lionel Messi.

Aufgrund der irischen Staatsangehörigkeit beider Elternteile war der in England geborene Kevin Kilbane frühzeitig auf die irischen Auswahlmannschaften fokussiert. Von 1996 bis 1997 absolvierte er neun Spiele für den U-21-Nachwuchs und schoss dabei ein Tor. Am 6. September 1997 gab er dann sein A-Länderspieldebüt gegen Island. Fortan konnte er sich als Stammspieler unter Trainer Mick McCarthy behaupten und der erste Erfolg war die Qualifikation für die Endrunde zur Fußball-Weltmeisterschaft 2002 in Japan und Südkorea. Dort absolvierte er im linken Mittelfeld alle vier Partien, einschließlich des Achtelfinals. Dort scheiterte man im Elfmeterschießen an Spanien, nachdem der spanische Torhüter Iker Casillas die Elfmeter von Kilbane und David Connolly gehalten und sich dazu Matt Holland einen weiteren Fehlschuss geleistet hatte.
Nach dem Turnier schoss Kilbane das erste Tor in der Regentschaft des neuen Trainers Brian Kerr und obwohl er in Sunderland schwierige Zeiten durchlebte, blieb er in der irischen Nationalmannschaft eine feste Größe. Er agierte dort nun häufig im Mittelfeldzentrum und für das Jahr 2004 wählte ihn der irische Verband FAI zum „Nationalspieler des Jahres“. Nach drei verpassten Endrundenqualifikationen für Welt- oder Europameisterschaften scheiterte er mit seinen Mannen dann knapp an der Teilnahme der WM 2010 in Südafrika. Die Relegation in Frankreich, in der er ebenso wie Shay Given mit seinem 102. Länderspiel für Irland den Rekord von Steve Staunton einstellte, ging sehr unglücklich durch das Tor von William Gallas, das von Thierry Henry mit der Hand vorbereitet wurde, verloren. Kilbane und Given wurden am 2. März 2010 im Spiel gegen Brasilien zusammen alleinige Rekordnationalspieler Irlands, bevor zunächst Given alleine und später Robbie Keane die Bestmarke übernahm. Sein letzter Auftritt fand am 4. Juni 2011 beim 2:0-Sieg gegen Mazedonien in Skopje statt, bevor ihn eine Rückenverletzung zum Ende seiner Nationalmannschaftskarriere führte. Insgesamt hatte er 110 Länderspiele bestritten, davon 66 in Serie.

## Neben und nach der aktiven Laufbahn
Nach dem Ende seiner eigenen Fußballerkarriere begann Kilbane verstärkt als Sportexperte in diversen Medienformaten in Erscheinung zu treten. Dabei hatte er eine zweijährige Ausbildung für Sportjournalismus an der Staffordshire University abgeschlossen. Bei der WM 2010 in Südafrika war er bereits in die Berichterstattung des irischen Senders RTÉ Sport eingebunden und ab 2012 analysierte er für TV3 Spiele der Champions League und der Europa League. Dazu kamen ab 2013 Auftritte in England für die BBC-Sendung Match of the Day.
Im Oktober 2013 veröffentlichte er seine Autobiographie „Killa“. Den Gewinn aus diesem Buchprojekt stellte er diversen Hilfsorganisationen im Zusammenhang mit dem Down-Syndrom zur Verfügung – seine älteste Tochter ist mit dieser geistigen Behinderung geboren worden.

## Erfolge
- Irischer Nationalspieler des Jahres (1): 2004